# Guillaume-Charles Faipoult
Guillaume-Charles Faipoult (formalmente Guillaume-Charles, chevalier Faipoult de Maisoncelle; 4 de dezembro de 1752 - 8 de outubro de 1817) foi um aristocrata francês, soldado e político que foi Ministro das Finanças durante a Revolução Francesa

## Primeiros anos
Guillaume-Charles Faipoult de Maisoncelle, nasceu em Paris em 4 de dezembro de 1752, filho de uma família nobre de Champagne. Seus pais eram Charles Faipoult de Maisoncelles, senhor de Fays e de Trois-Fontaines-la-Ville, Marne (falecido em 1761) e Marie Aubert (falecida em 1754). Ele foi promovido a capitão, mas renunciou em 1780 depois de ter sido recusado permissão para lutar pela independência das colônias inglesas na América. Ele então dedicou-se ao estudo das ciências.